# غرمابك (مقاطعة كلاردشت)
غرمابك (بالفارسية: گرمابک) هي قرية تقع في قسم بيرون‌بشم الريفي (مقاطعة كلاردشت) في إيران. يقدر عدد سكانها بـ 63 نسمة بحسب إحصاء 2016.